# أوليفر بوبوفيتش
أوليفر بوبوفيتش (بالصربية: Оливер Поповић) مواليد 18 مارس 1970 في جمهورية صربيا الاشتراكية، جمهورية يوغوسلافيا الاشتراكية الاتحادية، هو مدرب كرة سلة صربي ولاعب سابق. بدأ مسيرته الاحترافية في سنة 1986. اعتزل اللعب في 2005.

## المسيرة الاحترافية
لعب مع نادي بارتيزان لكرة السلة من سنة 1986 إلى 1991، ثم لعب مع نادي ريد ستار لكرة السلة من سنة 1997 إلى 1999، ثم لعب مع لوكوموتيف كوبان في الدوري الروسي في موسم 2000–2001، ثم لعب مع نادي يونيكس قازان لكرة السلة من سنة 2001 إلى 2003.

## روابط خارجية
- أوليفر بوبوفيتش على موقع الاتحاد الدولي لكرة السلة (الإنجليزية)
- أوليفر بوبوفيتش على موقع كرة السلة الأوروبية.كوم (الإنجليزية)
- أوليفر بوبوفيتش على موقع ريلجم (الإنجليزية)
- أوليفر بوبوفيتش على موقع بروبوليرز (الإنجليزية)
- أوليفر بوبوفيتش على موقع سبورتس رفرنس (الإنجليزية)